# Магомедов, Магомед-Камиль Магомедович
Магомед-Камиль Магомедович Магомедов (дарг. Мяхlяммадла урши Мяхlяммадкамил; 19 октября 1936 года, с. Мусультемахи, Левашинский район, Дагестанская АССР, РСФСР, СССР — 22 апреля 2002 года, Махачкала, Россия) — советский и российский учёный в области механики, организатор науки и высшего образования, педагог высшей школы, общественный деятель, депутат Верховного Совета РСФСР 11 созыва.

## Биография
Магомед-Камиль Магомедович Магомедов родился 19 октября 1936 года в селе Мусультемахи Левашинского района Дагестанской АССР.
Пропустив срок поступления в школу из-за событий, связанных с Великой Отечественной войной, 1947 году пошёл сразу во второй класс Согратлинской средней школы. С 1951 по 1955 год учился в средней школе № 1 в городе Хасавюрт, школу окончил с золотой медалью. После её окончания поступил в Московский физико-технический институт (МФТИ). Окончил МФТИ в 1961 году, получив квалификацию инженера-физика по специальности «аэродинамика».
В 1961 году был принят на работу в МФТИ, где проработал до 1972 года. В 1965 г. защитил диссертацию на соискание учёной степени кандидата физико-математических наук, в 1972 г. — диссертацию на соискание ученой степени доктора физико-математических наук; в 1974 году присвоено звание профессора.
Магомед-Камиль Магомедович — первый ректор Дагестанского политехнического института (1972—1985), в 1987—2002 гг. — директор Института проблем геотермии Дагестанского научного центра (ДНЦ) АН СССР/РАН.
М-К. М. Магомедов — известный специалист в области механики жидкости и газов, теплофизики, прикладной математики, автор около 150 опубликованных научных работ, в том числе 7 монографий по теплофизике, математическому моделированию тепломассопереноса в различных физических системах, геотермомеханике, геотермальной энергетике. Его научные работы по асимптотическим и численным методам в механике сплошных сред, математическому моделированию задач теплофизики, геофизики, геотермомеханики позволили заложить научные основы развивающегося Института проблем геотермии ДНЦ РАН.
Наряду с большой научной деятельностью М.-К. М. Магомедов вёл активную педагогическую, научно-организационную и общественную работу. Его ученики защитили 17 докторских и 23 кандидатских диссертаций.
Избирался депутатом Верховного Совета РСФСР XI созыва, депутатом Махачкалинского городского Совета народных депутатов и других выборных общественных и партийных органов, руководил координационным Центром «Малая энергетика Дагестана».

## Награды
- Орден Дружбы народов (1982)
- Орден «Знак Почёта» (1976)
- Заслуженный деятель науки ДАССР[3]
- Заслуженный деятель науки РСФСР[3]
- Лауреат премии Н. Е. Жуковского (1976)[2]

## Память
В честь 80-летия выдающегося ученого Магомед-Камиля Магомедовича Магомедова с 19 по 21 октября 2016 года в Дагестанском государственном техническом университете прошла Всероссийская научно-техническая конференция «Фундаментальные и прикладные проблемы математики, информатики в современной науке: теория и практика актуальных исследований».
Конференция проходила по трем направлениям науки. Заседания секций «Теоретическая математика», «Прикладная математика» будут проведены в новом корпусе ДГТУ. В Институте проблем геотермии проходила работа секции «Теоретические и прикладные вопросы геотермии и возобновляемой энергетики». Подсекции: состояние и перспективы развития геотермальной энергетики; роль возобновляемой энергетики в топливно-энергетическом балансе, комбинированные энергетические технологии, сочетающие возобновляемую и геотермальную энергетику.